# Emmanuel Kundé
Pour les articles homonymes, voir Koundé (homonymie).
Emmanuel Kundé, né le 15 juillet 1956 à Ndom et mort le 15 mai 2025 à Emombo, est un footballeur camerounais. Il est d'abord milieu de terrain défensif, avant de se reconvertir au poste de défenseur central.
Capitaine des Lions indomptables, il remporte avec cette équipe deux Coupe d'Afrique des nations, et participe à deux Coupe du monde.

## Carrière

### En club
Emmanuel Kundé commence sa carrière au Canon Yaoundé. Avec ce club, il est champion du Cameroun à trois reprises et remporte une Coupe du Cameroun. Il atteint par ailleurs la finale de la Coupe d’Afrique des vainqueurs de Coupe en 1984 (finale perdue face au club égyptien d'Al Ahly).
En 1987, Emmanuel Kundé rejoint l'Europe en s'engageant avec le club français du Stade lavallois. Il joue 14 matchs en Division 1 avec ce club. Il termine onzième du Ballon d'Or africain pour l'année 1987. La saison suivante, il rejoint le Stade de Reims, équipe évoluant en Division 2. Avec le club champenois il dispute 32 matchs en championnat, marquant 3 buts.
Emmanuel Kundé retourne ensuite dans son pays natal. Il joue une saison en faveur du Prévoyance Yaoundé puis évolue à l'Olympique Mvolyé, club où il termine sa carrière.

### En équipe nationale
Emmanuel Kundé participe à de nombreux tournois internationaux avec le Cameroun.
Il prend tout d'abord part à la Coupe du monde 1982 organisée en Espagne. Le Cameroun ne passe pas le premier tour de la compétition. Emmanuel Kundé dispute trois matchs lors de ce mondial : un face au Pérou, un autre face à la Pologne et enfin une rencontre face à l'Italie.
Emmanuel Kundé participe ensuite à la Coupe d'Afrique des nations 1984 qui se déroule en Côte d'Ivoire. Le Cameroun remporte la compétition en battant le Nigeria 3-1 en finale. Lors de la finale, Emmanuel Kundé est sur le banc des remplaçants. Il rentre sur la pelouse à la 84e minute de jeu en remplacement de Bonaventure Djonkep.
Emmanuel Kundé dispute dans la foulée les Jeux olympiques de 1984 organisés à Los Angeles. Lors de cette compétition, il joue un match face à l'Irak et un autre contre le Canada. Le Cameroun est éliminé dès le premier tour de la compétition.
Emmanuel Kundé participe ensuite à la Coupe d'Afrique des nations 1986 qui a lieu en Égypte. Le Cameroun termine finaliste de l'épreuve, en se faisant battre par le pays organisateur lors de l'ultime match. Emmanuel Kundé est titulaire lors de la finale remportée par l'Égypte aux tirs au but.
Le Cameroun ne se qualifie pas pour la Coupe du monde 1986. On retrouve Emmanuel Kundé lors de la Coupe d'Afrique des nations 1988 au Maroc. Le Cameroun atteint une nouvelle fois la finale du tournoi. Emmanuel Kundé inscrit un pénalty permettant aux Lions indomptables de l'emporter 1-0 face au Nigeria. Il est élu dans l'équipe type de la compétition.
Emmanuel Kundé dispute ensuite la Coupe d'Afrique des nations 1990 organisée en Algérie. Cette fois, c'est un véritable échec : le Cameroun ne passe même pas le premier tour de la compétition. Arrive quelques mois plus tard la Coupe du monde 1990 qui se tient en Italie. Le Cameroun atteint le stade des quarts de finale, en s'inclinant après prolongation face à l'Angleterre. Lors de cette rencontre, Emmanuel Kundé inscrit un pénalty permettant au Cameroun de revenir à un but partout, ce qui sera insuffisant pour se qualifier en demi.
Le dernier tournoi international disputé par Kundé est la Coupe d'Afrique des nations 1992 organisée au Sénégal. Il s'agit de la cinquième CAN auquel Emmanuel Kundé prend part. Pour la première fois, la compétition réunit 12 équipes, contre 8 auparavant. Le Cameroun atteint le stade des demi-finales, en se faisant éliminer aux Tirs au but par la Côte d'Ivoire, futur vainqueur de l'épreuve.

### Reconversion
Après avoir raccroché les crampons, Emmanuel Kundé se lance dans une carrière d'entraîneur. Il dirige tout d'abord pendant deux saisons les joueurs de son club de cœur, le Canon Yaoundé. Il parvient à sauver le club de la relégation et le qualifie même pour les compétitions internationales.
Il devient ensuite à partir de l'année 1999 l'entraîneur du club gabonais de l'Union sportive de Bitam (US Bitam). Il remporte la Coupe du Gabon la 1re année. En 2000, son contrat n'est pas renouvelé. Il retourne alors au Cameroun et entraîne le PWD Bamenda, club de deuxième division camerounaise. Sous son impulsion, le club monte en première division camerounaise.
Emmanuel Kundé est ensuite rappelé par les dirigeants de l'US Bitam. L'USB est en crise, avec trois coaches recrutés et limogés en une seule année. Avec l'US Bitam, Emmanuel Kundé réalise le doublé Coupe / Championnat en 2003, une première pour le club. Il participe dans la foulée à la Ligue des champions africaine, ce qui constitue également une première. En 2005, l'US Bitam est vice-champion du Gabon, et participe l'année suivante à la Coupe UNIFFAC des clubs.
Emmanuel Kundé devient ensuite directeur technique du club gabonais. Dans la foulée, l'équipe du nord du Gabon réalise un nouveau doublé Coupe / Championnat en 2010, et réussit la performance d'atteindre les seizièmes de finale de la Ligue des champions africaine en 2011.

## Clubs

### Joueur
- 1980-1987 :  Canon Yaoundé
- 1987-1988 :  Stade lavallois
- 1988-1989 :  Stade de Reims
- 1989-1990 :  Prévoyance Yaoundé
- 1990-1992 :  Olympique Mvolyé

### Entraîneur
- 1997-1998 :  Canon Yaoundé
- 1999-2000 :  US Bitam
- 2000 :  PWD Bamenda
- 2001-2006 :  US Bitam
- 2006- :  US Bitam (directeur technique)

## Palmarès

### Joueur

#### En club
- Champion du Cameroun en 1977, 1979 ,1980 ,1982 ,1985 ,1986.
- Vainqueur de la Coupe du Cameroun en 1978 ,1983, 1986 avec le Canon Yaoundé, en 1990 avec le Prévoyance Yaoundé et en 1992 avec l'Olympique Mvolyé
- Finaliste de la Coupe d’Afrique des Vainqueurs de Coupe en 1984 avec le Canon Yaoundé
- Vainqueur de la Coupe d'Afrique des clubs champions en 1978 et 1980
- Vainqueur de la Coupe d'Afrique des vainqueurs de coupe en 1979
- Ballon d'Or camerounais 1985

#### En équipe du Cameroun
- 127 sélections et 15 buts entre 1978 et 1992
- Vainqueur de la Coupe d'Afrique des Nations en 1984 et 1988
- Vainqueur de la Coupe afroasiatique des nations en 1985.
- Finaliste de la Coupe d'Afrique des Nations en 1986
- Participation à la Coupe du Monde en 1982 (Premier Tour) et en 1990 (1/4 de finaliste)

### Entraîneur
- Champion du Gabon en 2003 avec l'US Bitam
- Vainqueur de la Coupe du Gabon en 1999 et en 2003 avec l'US Bitam